# Dama de Elche

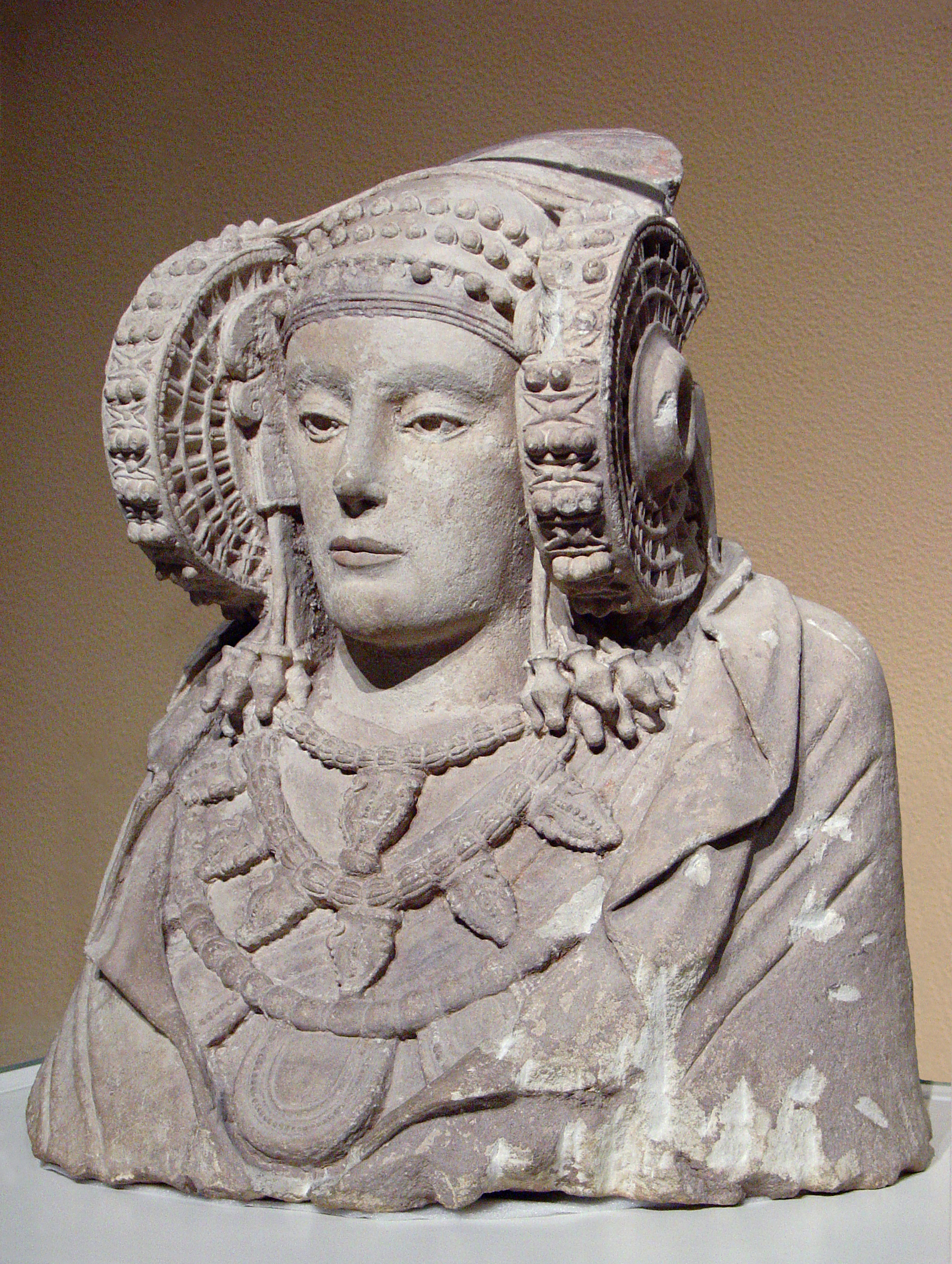
Büste der Dama de Elche, Museo Arqueológico Nacional de España, Madrid

Die Dama de Elche (katalanisch Dama d'Elx, deutsch Dame von Elche) ist eine Büste einer Frauenfigur (dama) aus Elche in Spanien, die als herausragendes Zeugnis der Iberischen Kunst gilt. Zusammen mit anderen Werken – darunter der Dama de Baza, der Dama del Cerro de los Santos und der Dama de Galera – ist sie im Museo Arqueológico Nacional de España in der spanischen Hauptstadt Madrid ausgestellt.

## Aussehen

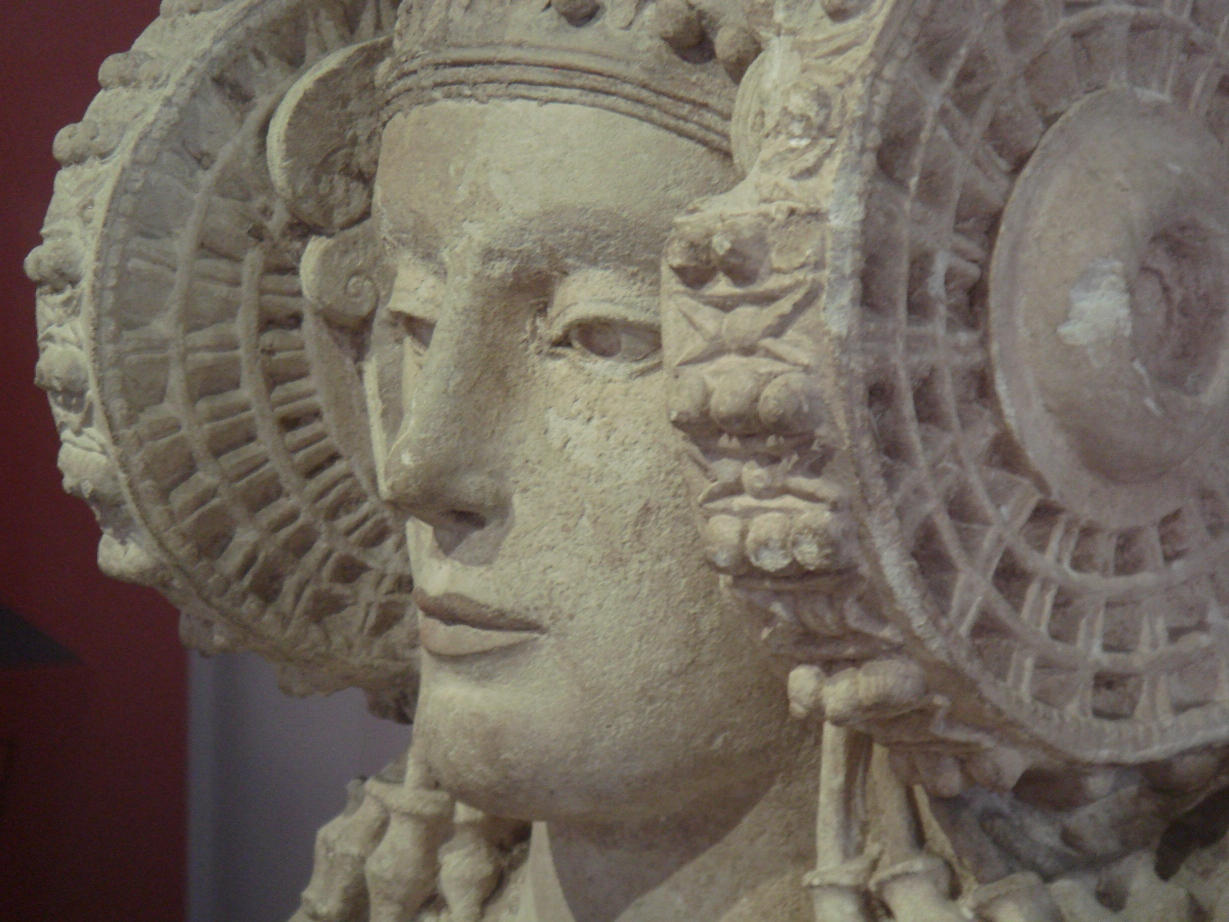
Detail

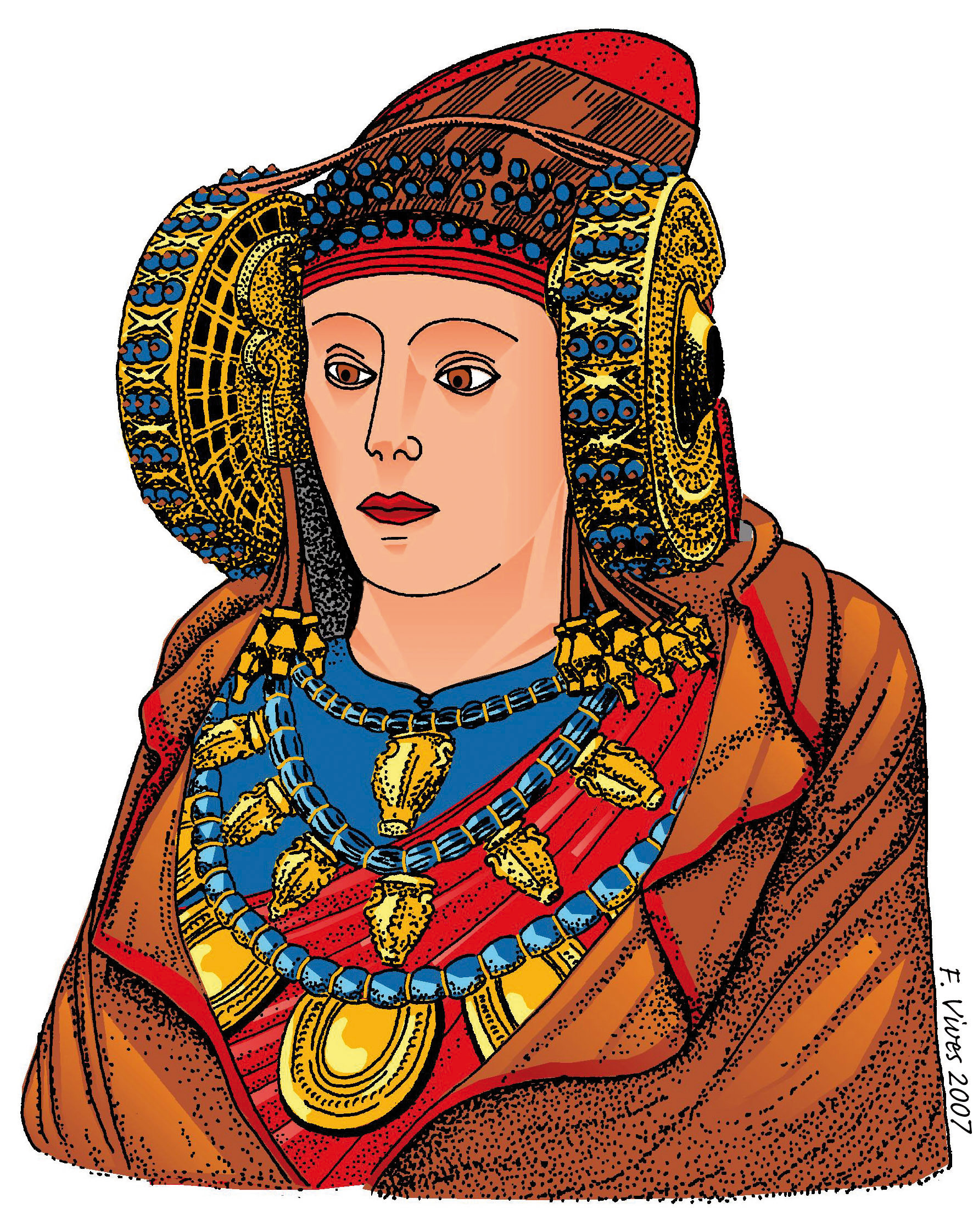
Hypothetische Kolorierung nach Francisco Vives

Die ca. 56 cm hohe Büste ist aus Kalkstein gefertigt und zeigt eine Frau, die einen komplexen Haarschmuck und an jeder Kopfseite eine radförmige Verzierung über den Ohren trägt. Das Gesicht weist eine leichte Asymmetrie auf, der Kopfschmuck besteht aus einer komplizierten Frisur und einer von der Stirn ausgehenden Haube. Das Gesicht ist seitlich von zwei Klammern eingefasst, die das geflochtene Haar umschließen. Die Schultern sind hochgezogen, um den Hals trägt sie ein aufwendiges Collier auf einem Unterkleid, teilweise verdeckt von einem Mantel bzw. Überwurf, dessen sehr modern anmutende Kragenaufschläge aufmerksam ausgearbeitet sind. Die künstlerische Gestaltung wirkt idealisiert aber auch realitätsnah, da der Künstler in Details wie der Überlappung der Ketten oder des Faltenwurfs der Kragenseiten Asymmetrien zulässt.
Stilistisch gilt die Dame von Elche als griechisch beeinflusst, insbesondere die Gestaltung des Gesichts betreffend. Ihr Schmuck hat möglicherweise karthagische Vorbilder, während die Kleidung iberischen Stils ist. Ihre Entstehung wird in das 5. oder frühe 4. Jahrhundert vor Christus datiert. Der Greif aus Redován soll vom selben Schöpfer stammen.

## Geschichte
Die Skulptur wurde am 4. August 1897 in Alcudia de Elche gefunden; der zufällige Finder war der 14-jährige Arbeiter Manuel Campello Esclápez. Der Eigentümer des Grundstücks, ein Dr. Campelle, verkaufte die Büste aus Geldnot für 4.000 Francs an den französischen Archäologen und Hispanisten Pierre Paris. Dieser ließ sie im Louvre ausstellen.
Teilweise wurde auch Pierre Paris als Finder der Figur ausgegeben. Der Fund erregte sogleich „in der ganzen wissenschaftlichen Welt berechtigtes Aufsehen“. Man wusste zunächst nicht, ob eine männliche oder weibliche Person der Ureinwohner Spaniens dargestellt war, die sich neben „dem merkwürdigen Typus des Gesichtes auch durch einen ganz sonderbaren radförmigen Kopfputz“ auszeichnete. Die „kulturhistorische Erwerbung allerersten Ranges, über deren Provenienz und Bedeutung man noch keineswegs völlig im Klaren“ war, befand sich zunächst im Departement des Antiquités Orientales des Louvre.
1932 wurde eine Nachbildung der Dama de Elche im Naturhistorischen Museum Wien im Rahmen einer Sonderausstellung über die Hochkultur auf der Pyrenäenhalbinsel in prähistorischer Zeit gezeigt. Die Statue wurde hierbei als „das größte Kunstwerk der altiberischen Kultur, wenn nicht des Altertums überhaupt“ gewürdigt.
Im Jahr 1941 kehrte die Büste aufgrund einer Vereinbarung zwischen Francisco Franco und Philippe Pétain nach Spanien zurück und wurde längere Zeit im Museo del Prado in Madrid am Eingang der Hauptgalerie gezeigt. Von dort zog sie ins Museo Arqueológico Nacional um, wo sie bis zum heutigen Tag verblieben ist.
Im Jahr 1948 wurde sie auf der Ein-Peseta-Banknote verewigt. 1949 durften anlässlich eines archäologischen Kongresses in Spanien alle am Kongresstag aufgegebenen Postsendungen mit dieser Banknote anstelle von Briefmarken frankiert werden.

## Streit um die Skulptur
Seit etlichen Jahren gibt es – wegen der hohen Ästhetik und des außergewöhnlich guten Erhaltungszustands – Streit um die Echtheit der Figur (siehe Weblink), der allerdings nach dem Fund der sehr ähnlichen, aber aus Bruchstücken rekonstruierten Dama de Guardamar im Jahr 1987 ein wenig verstummt ist.
Immer wieder fordert Elche die Rückgabe an die Stadt. Zu diesem Zweck wurde sogar ein eigener Verein gegründet. In Elche kann man bisher nur eine Reproduktion sehen.
Mit dem Krieger von Moixent, der Dama de Baza, der Dama del Cerro de los Santos, der Dama de Guardamar und dem Greif aus Redován ist sie einer der bedeutendsten Funde aus der iberischen Zeit.